# Szulejmánijja kormányzóság

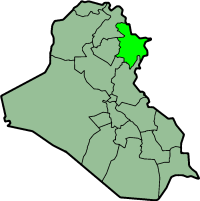
Szulajmánijja kormányzóság elhelyezkedése Irakban

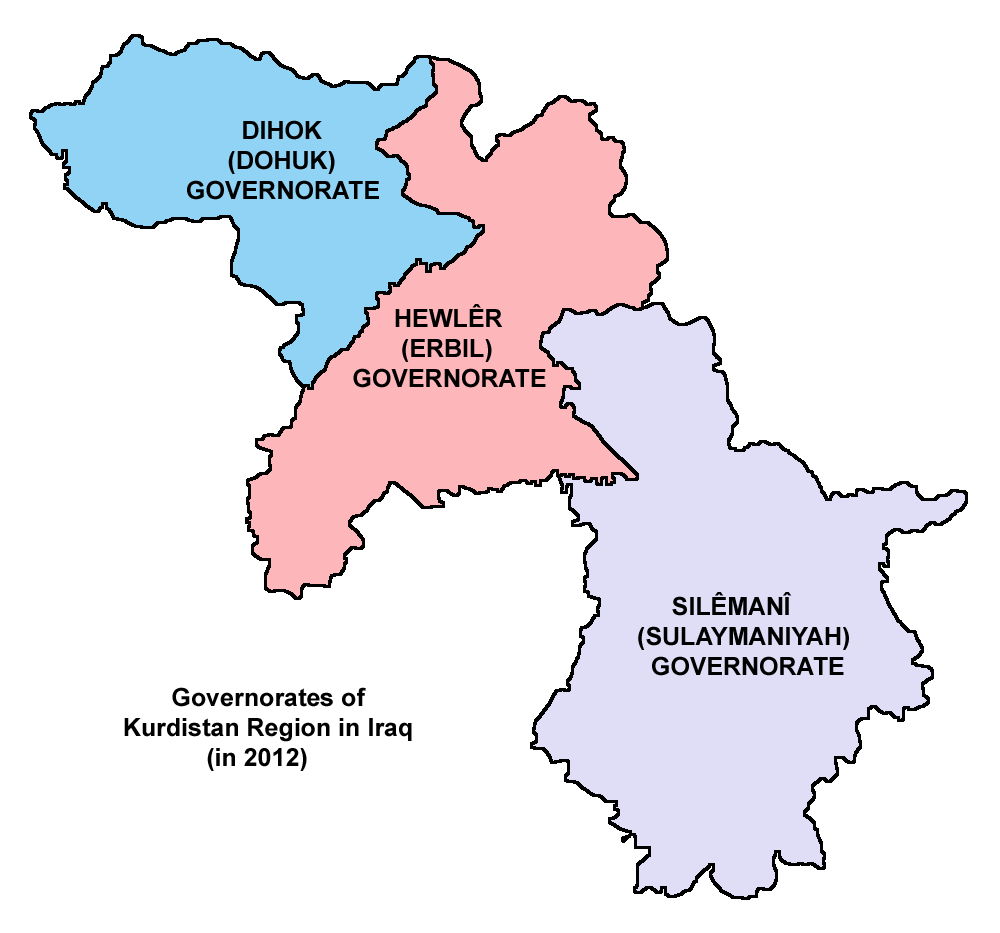
A kurdisztáni kormányzóságok Irakban

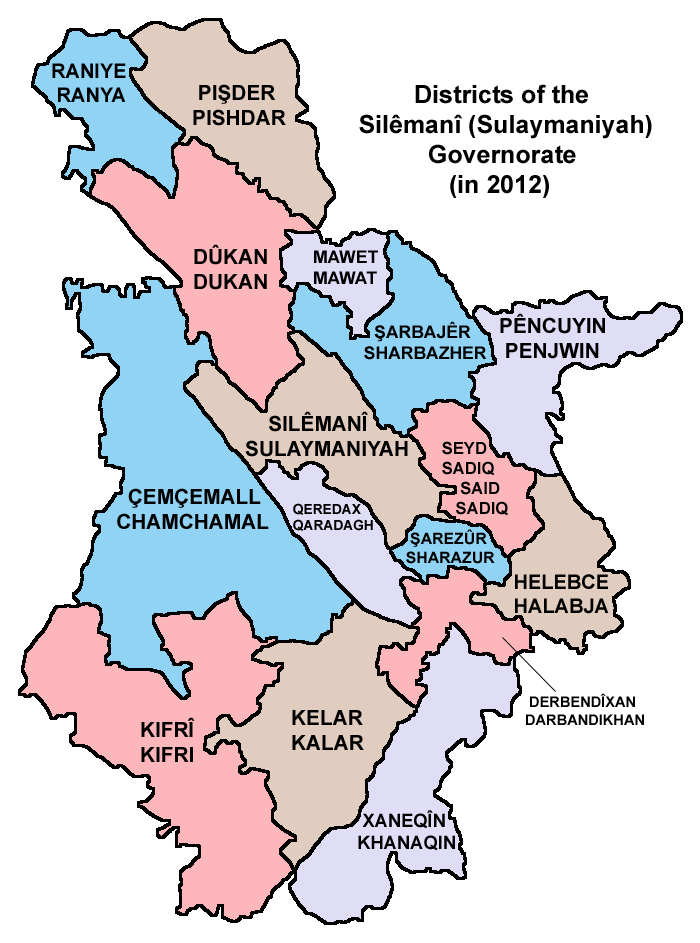
Szulejmánijja kormányzóság

Esz-Szulejmánijja kormányzóság (arab betűkkel محافظة السليمانية [Muḥāfaẓat as-Sulaymāniyya], kurdul Parêzgeha Silêmaniyê) Irak 18 kormányzóságának egyike az ország északi részén. A három kurdisztáni kormányzóság közé tartozik. Északnyugaton a szintén kurdiszáni Erbíl, keleten az Iránban fekvő Kermánsáh tartomány és a tőle északra fekvő Kurdisztán tartomány, délen Dijála kormányzóság, délnyugaton Szaláh ed-Dín, nyugaton pedig Kirkuk határolja. Székhelye Szulejmánijja (Silêmanî) városa.

## Fordítás
Ez a szócikk részben vagy egészben  a(z)   السليمانية (محافظة) című arab Wikipédia-szócikk fordításán alapul.  Az eredeti cikk szerkesztőit annak laptörténete sorolja fel. Ez a jelzés csupán a megfogalmazás eredetét és a szerzői jogokat jelzi, nem szolgál a cikkben szereplő információk forrásmegjelöléseként.